# Hainmühle (Betziesdorf)

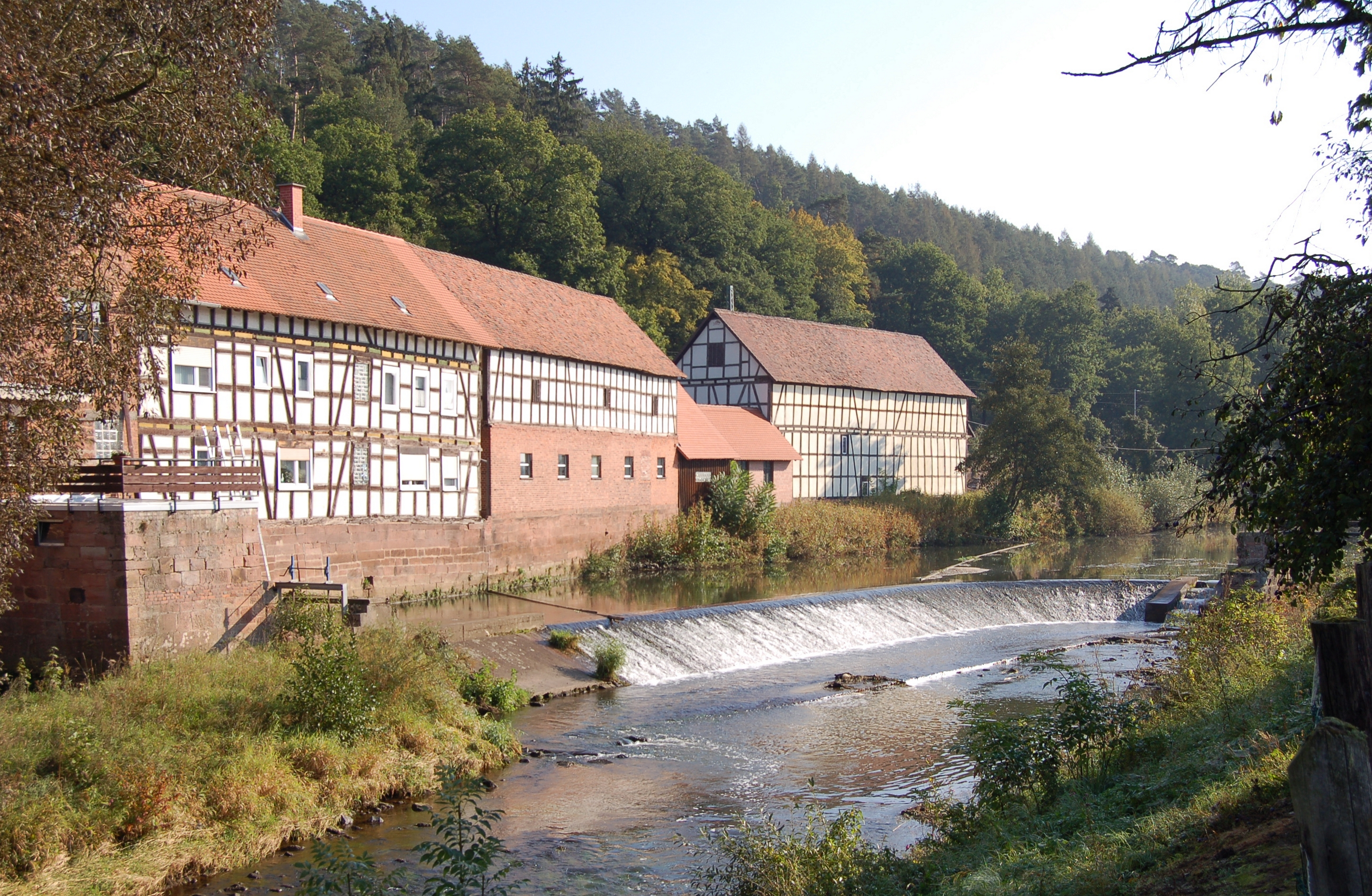
Hainmühle von Südwesten

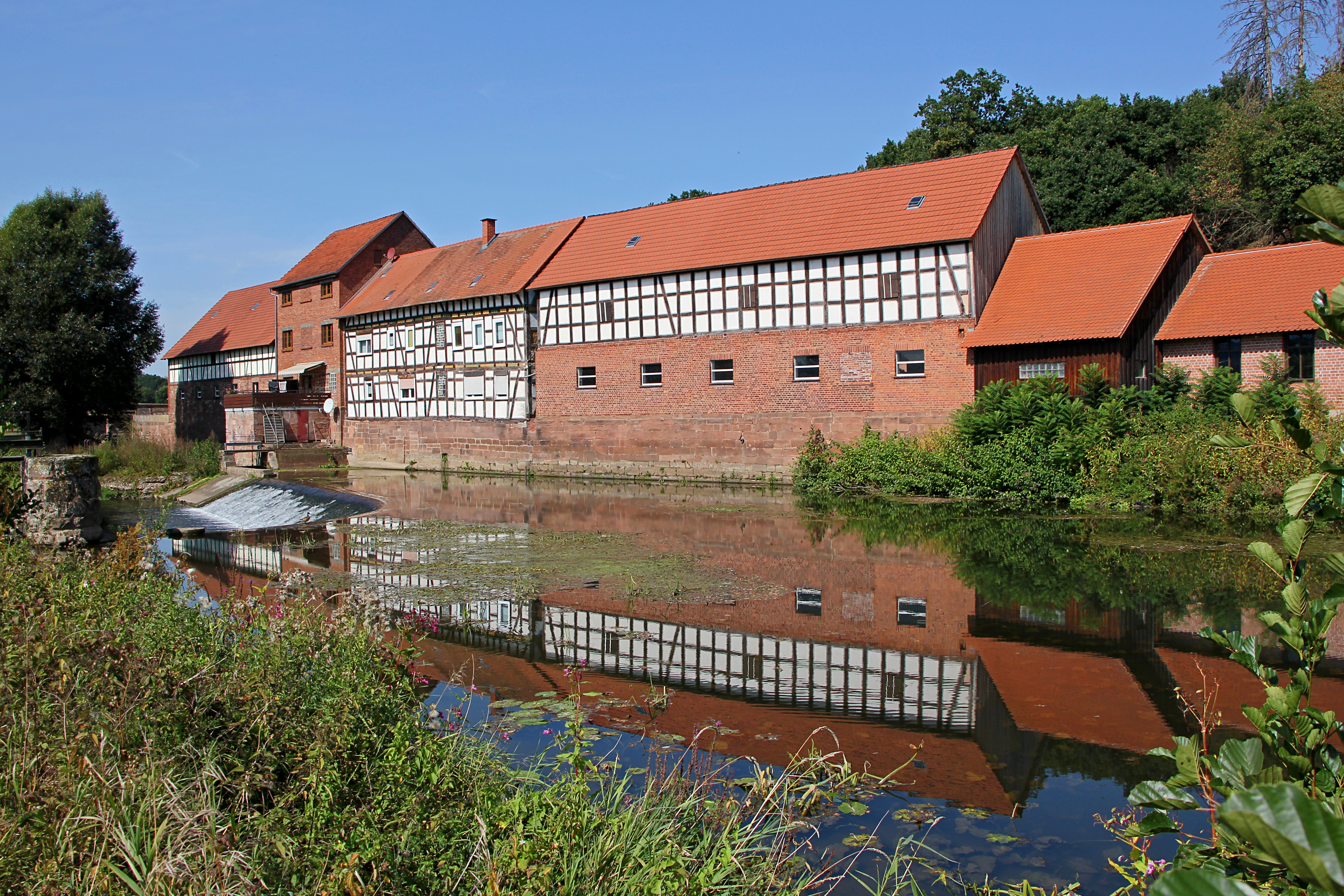
Hainmühle von Südosten

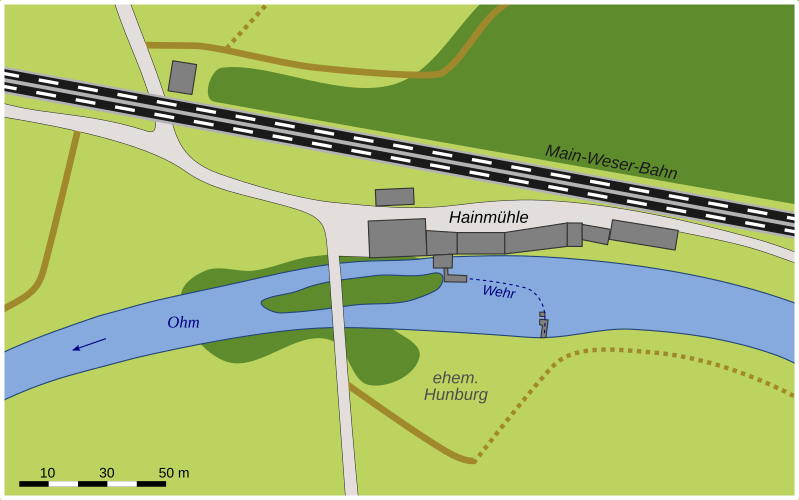
Lageplan

Die Hainmühle ist eine Wassermühle an der Ohm außerhalb von Betziesdorf, einem Ortsteil der mittelhessischen Stadt Kirchhain im Landkreis Marburg-Biedenkopf. Erstmals urkundlich erwähnt wurde eine Mühle im Jahr 1555, die ältesten erhaltenen Gebäude der heutigen denkmalgeschützten Anlage stammen aus dem Jahr 1730. Der Betrieb der mehrfach modernisierten und erweiterten Mühle wurde 1961 eingestellt, die alte Turbinenanlage wird jedoch wieder zur Stromerzeugung genutzt.

## Vorgängerbauten
Für das Jahr 1555 ist unterhalb der Hunburg die Lachenmühle belegt. Anlass der Beurkundung ist ein Streit mit dem Besitzer der flussaufwärts gelegenen Ordensmühle in Anzefahr, der durch die Mühle das Wasser abgegraben wurde. Dieser wasserrechtliche Streit wurde 1582 beigelegt, auf Anweisung des Landgrafs wurde die Lachenmühle an eine tiefere Stelle verlegt. Für dieses Jahr ist auch die Bezeichnung Heym-Mühle erstmals belegt.

## Bau- und Betriebsgeschichte

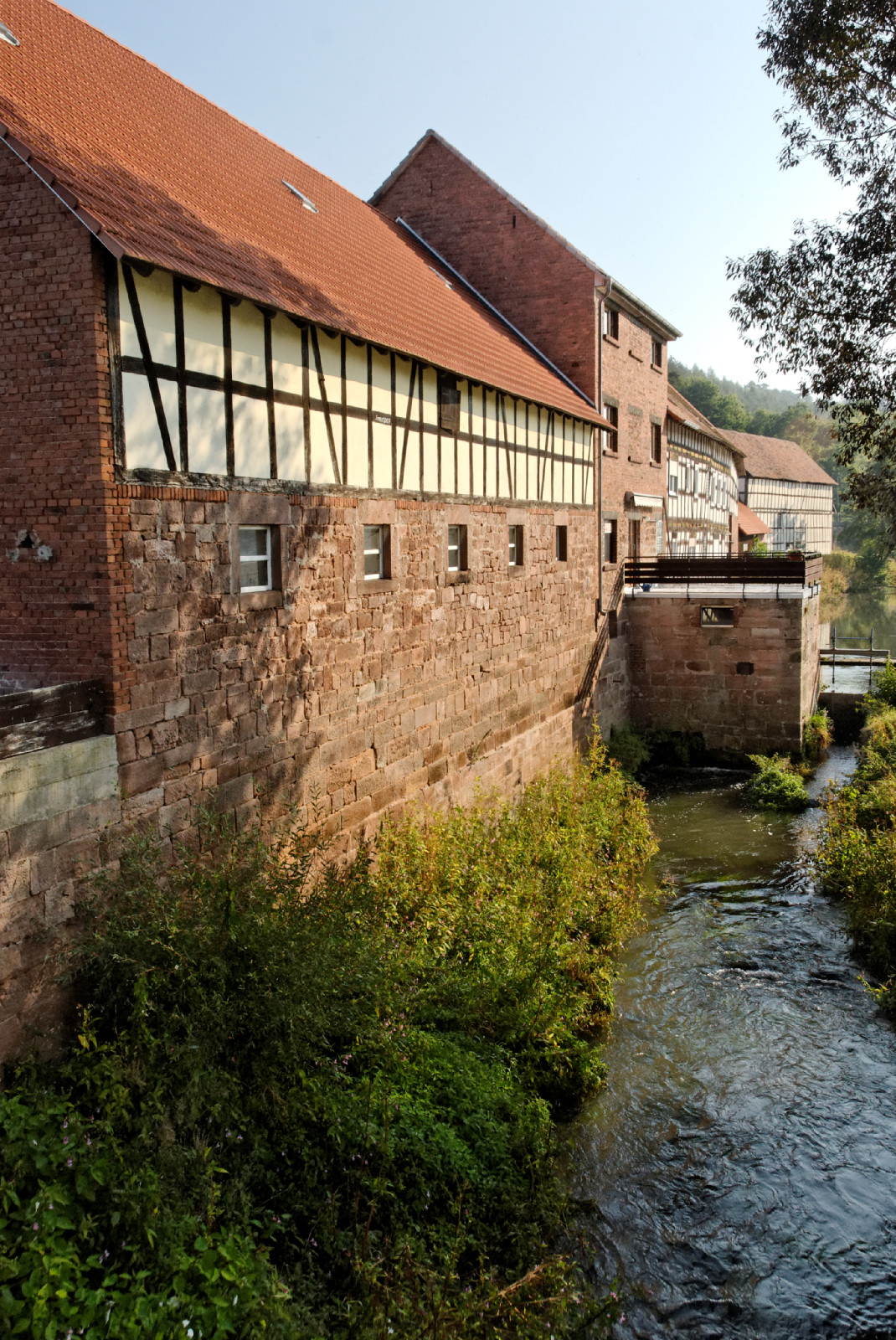
Ansicht von Westen. Gut zu erkennen sind das hervorspringende Turbinengebäude sowie das massiv ausgeführte Untergeschoss des Wirtschaftsgebäudes im Vordergrund.

Die ältesten erhaltenen Gebäude stammen aus der Zeit um 1730, für die zwei unmittelbar hintereinander liegende Huhn-Mühlen mit jeweils zwei unterschlächtigen Wasserrädern bekannt sind. 1746 sind ebenfalls zwei Mühlenbetriebe beurkundet, wobei eine über zwei Mahlgänge, die andere über einen Mahl- und einen Schlaggang verfügte.
Bis Mitte des 19. Jahrhunderts wurden die Betriebe zusammengelegt, die nunmalige Hainmühle besaß im Jahr 1854 zwei unterschlächtige Mahlgänge sowie einen Schlaggang. Ab 1905 wurde zum Antrieb der Mahlwerke eine Turbine genutzt, diese Anlage wurde 1923 ausgebaut, wofür gesondert Wasserrecht erteilt wurde.
Der Großteil der Gebäude stammt aus dem 19. und 20. Jahrhundert, sie stehen unmittelbar am Ufer der Ohm. Die meisten dieser Wirtschaftsgebäude verfügen über ein massives Untergeschoss. 1961 wurde der Mahlbetrieb eingestellt, das Wasserrecht für die Mühlräder gaben die Besitzer 1970 auf.
Seit der Stilllegung wird die Hainmühle landwirtschaftlich genutzt. Die Turbinenanlage wurde um die Jahrtausendwende erneuert und wird seitdem zur Stromerzeugung verwendet. 2002 brach das Wehr, es wurde in der Folge neu aufgebaut.
Die Anlage steht aus technischen und geschichtlichen Gründen unter Denkmalschutz.